# جيورجي هاندل
جيورجي هاندل (بالمجرية: Handel György)‏ هو لاعب كرة قدم مجري في مركز الهجوم، ولد في 20 مارس 1959 في بودابست في المجر، وتوفي في 16 يناير 2021 بسبب مرض فيروس كورونا 2019. لعب مع نادي بودابست.